# Gary Madine
Gary Lee Madine (ur. 24 sierpnia 1990 w Gateshead) – angielski piłkarz występujący na pozycji napastnika w klubie Sheffield United.